# 블록 설계
조합론에서 블록 설계(block設計, 영어: block design 블록 디자인[*])는 같은 크기의 일련의 부분 집합들이 주어져 있는 유한 집합이다. 이 경우, 이러한 부분 집합을 블록(영어: block)이라고 하며, 블록 설계는 (예를 들어) “{\displaystyle k}개의 원소들을 포함하는 블록의 수는 원소의 선택에 상관없이 {\displaystyle \lambda }개”와 같은 꼴의 조건을 만족시켜야 한다.

## 정의

### 존슨 결합 도식 속의 블록 설계
세 자연수 {\displaystyle t,k,n\in \mathbb {N} }가 주어졌다고 하자. {\displaystyle (t,k,n)}-블록 설계 {\displaystyle (X,{\mathcal {B}})}는 다음과 같은 데이터로 주어진다.
- 크기 {\displaystyle n}의 유한 집합 {\displaystyle X}. 그 원소를 점(點, 영어: point)이라고 한다.
- {\displaystyle X}의, 크기 {\displaystyle k}의 부분 집합들의 족 {\displaystyle {\mathcal {B}}\subseteq \operatorname {Pow} _{k}(X)}. 그 원소를 블록(영어: block)이라고 한다. (여기서 {\displaystyle \operatorname {Pow} _{k}(X)}는 {\displaystyle X}의 부분 집합들 가운데 크기가 {\displaystyle k}인 것들로 구성된, 멱집합의 부분 집합이다.)

이는 다음 조건을 만족시켜야 한다.
- {\displaystyle t}개의 서로 다른 점들이 주어졌을 때, 이 점들을 모두 포함하는 블록의 개수는 선택한 점들에 상관없는 값 {\displaystyle \lambda _{t}>0}이다. (0을 제외하는 것은 피셔 부등식 등을 따르지 않는 {\displaystyle (X,{\mathcal {B}}=\varnothing )}를 배제하기 위함이다.)

두 {\displaystyle (t,k,n)}-블록 설계 {\displaystyle (X,{\mathcal {B}})}, {\displaystyle (X',{\mathcal {B}}')}가 주어졌다고 하자. 만약 이 둘 사이에 전단사 함수
{\displaystyle \iota \colon X\to X'}
가 존재하여
{\displaystyle \{\iota (B)\}_{B\in {\mathcal {B}}}={\mathcal {B}}'}
라면, {\displaystyle (X,{\mathcal {B}})}와 {\displaystyle (X',{\mathcal {B}}')}가 서로 동형이라고 한다.
{\displaystyle \lambda _{t}=1}인 {\displaystyle (t,k,n)}-블록 설계는 {\displaystyle (t,k,n)}-슈타이너 계(Steiner系, 영어: Steiner system 스타이너 시스템[*])라고 한다. 보통, {\displaystyle \lambda _{t}=1}인 {\displaystyle (t,k,n)}-블록 설계 {\displaystyle (X,{\mathcal {B}})}는 {\displaystyle \operatorname {S} (t,k,n)}로 표기된다.

### 일반적 결합 도식 속의 블록 설계
위 정의는 결합 도식의 개념을 통해 일반화된다.:2483–2486, §Ⅲ
구체적으로, 결합 도식 {\displaystyle (X,\{D_{i}\in \operatorname {Mat} (|X|,|X|;\mathbb {Z} )\}_{i\in I})}이 주어졌다고 하자. 그렇다면, 그 복소수 계수 보스-메스너 대수
{\displaystyle {\mathcal {A}}=\operatorname {Span} _{\mathbb {C} }\{D_{i}\}_{i\in I}\subseteq \operatorname {Mat} (|X|,|X|;\mathbb {C} )}
는 반단순 대수이며, 따라서 그 최소 멱등원들의 집합
{\displaystyle (E_{a})_{a\in A}}
{\displaystyle E_{a}E_{b}=\delta _{ab}E_{a}}
{\displaystyle \sum _{a\in A}E_{a}=1_{\mathcal {A}}}
를 정의할 수 있다. 특히,
{\displaystyle E_{0}={\frac {1}{|X|}}{\mathsf {J}}_{|X|\times |X|}}
는 항상 최소 멱등원이다. ({\displaystyle {\mathsf {J}}_{|X|\times |X|}}는 모든 성분이 1인 {\displaystyle |X|\times |X|} 정사각 행렬이다.)
이제, 계수
{\displaystyle E_{a}=\sum _{i=0}^{|I|}Q_{ai}D_{i}}
들을 정의할 수 있다. {\displaystyle X}의 부분 집합(즉, {\displaystyle X} 속의 블록 부호) {\displaystyle C\subseteq X}가 주어졌을 때, 내부 분포
{\displaystyle \alpha _{i}={\frac {|C^{2}\cap R_{i}|}{|C|}}}
및 쌍대 내부 분포
{\displaystyle \beta _{a}=\sum _{i\in I}Q_{ai}\alpha _{i}}
를 정의할 수 있다.
만약 어떤 부분 집합 {\displaystyle E\subseteq A}가 주어졌을 때, 만약 {\displaystyle X}의 부분 집합 {\displaystyle C\subseteq X}가 다음 조건을 만족시킬 경우, {\displaystyle E}-블록 설계(영어: {\displaystyle E}-block design)라고 한다.:2484, Definition 7
임의의 {\displaystyle a\not \in E}에 대하여, {\displaystyle \beta _{a}=0}
만약 {\displaystyle X}가 존슨 결합 대수일 때, 이는 첫째 정의로 귀결된다.

## 연산

### 유도 블록 설계
임의의 {\displaystyle (t,k,n)}-블록 설계 {\displaystyle (X,{\mathcal {B}})} 및 점 {\displaystyle x\in X}가 주어졌다고 하자. 그렇다면,
{\displaystyle X'=X\setminus \{x\}}
{\displaystyle {\mathcal {B}}'=\{B\setminus \{x\}\colon x\in B\in {\mathcal {B}}\}}
는 {\displaystyle (t-1,k-1,n-1)}-블록 설계를 이루며,
{\displaystyle \lambda '_{t-1}=\lambda _{t}}
이다. 이를 {\displaystyle (X,{\mathcal {B}})}의 유도 블록 설계(誘導block設計, 영어: derived block design)이라고 한다. (서로 다른 점에서 취한 유도 블록 설계는 서로 동형이지 못할 수 있다.)
특히, 슈타이너 계의 유도 블록 설계는 항상 슈타이너 계이다.

### 결합 행렬
{\displaystyle (t,k,n)}-블록 설계 {\displaystyle (X,{\mathcal {B}})}에서, {\displaystyle X=\{x_{1},\dotsc ,x_{n}\}}와 {\displaystyle {\mathcal {B}}=\{B_{1},\dotsc ,B_{\lambda _{0}}\}} 위에 각각 임의로 전순서를 주자. 그렇다면, {\displaystyle (X,{\mathcal {B}})}의 결합 행렬(영어: incidence matrix)은 다음과 같은 {\displaystyle n\times \lambda _{0}} 행렬
{\displaystyle M\in \operatorname {Mat} (n,\lambda _{0};\mathbb {F} _{2})}
이다.
{\displaystyle M_{ij}={\begin{cases}1&x_{i}\in B_{j}\\0&x_{i}\not \in B_{j}\end{cases}}}
정사각 블록 설계의 경우 결합 행렬은 정사각 행렬이다.

## 성질
임의의 {\displaystyle (t,k,n)}-블록 설계 {\displaystyle (X,{\mathcal {B}})}가 주어졌을 때, 다음 정수들을 정의하자.
{\displaystyle \lambda _{i}={\frac {\lambda _{t}{\binom {n-i}{t-i}}}{\binom {k-i}{t-i}}}\qquad (i\in \{0,1,\dotsc ,t\})}
그렇다면, 다음이 성립한다.
- {\displaystyle 0\leq i\leq t}가 주어졌을 때, {\displaystyle i}개의 점들을 모두 포함하는 블록의 개수는 정확히 {\displaystyle \lambda _{i}}이다.

특히, {\displaystyle i=0}일 경우,
- 블록의 수는 {\displaystyle \textstyle \lambda _{0}=\lambda _{t}{\binom {n}{t}}/{\binom {k}{t}}}이다.

이에 따라, 모든 {\displaystyle (t,k,n)}-블록 설계는 임의의 {\displaystyle 0\leq t'\leq t}에 대하여 {\displaystyle (t',k,n)}-블록 설계이다.

### 존재의 필요 조건
피셔 부등식(Fisher不等式, 영어: Fisher’s inequality)에 따르면, 임의의 {\displaystyle (2,k,n)}-블록 설계 {\displaystyle (X,{\mathcal {B}})}에 대하여, 다음이 성립한다.
{\displaystyle |X|\geq \lambda _{0}}
{\displaystyle k\geq \lambda _{1}}
({\displaystyle X\lambda _{1}=k\lambda _{0}}이므로, 두 조건은 사실 동치이다.) 이 부등식을 포화시키는 블록 설계, 즉 점의 수가 블록의 수와 같은 2-블록 설계를 정사각 블록 설계(正四角block設計, 영어: square block matrix) 또는 대칭 블록 설계(對稱block設計, 영어: symmetric block design)라고 한다.
보다 일반적으로, 임의의 {\displaystyle (t,k,n)}-블록 설계 {\displaystyle (X,{\mathcal {B}})}에 대하여, 다음이 성립한다.
{\displaystyle \lambda _{0}\geq {\binom {n}{\lfloor t/2\rfloor }}}
브룩-라이저-차울라 정리(Bruck-Ryser-चावला定理, 영어: Bruck–Ryser–Chowla theorem)에 따르면, 임의의 {\displaystyle (t,k,n)}-블록 설계 {\displaystyle (X,{\mathcal {B}})}에 대하여, 만약 {\displaystyle |X|=\lambda _{0}}라면,
- 만약 {\displaystyle |X|}가 짝수라면, {\displaystyle k-\lambda _{2}}는 제곱수이다.
- 만약 {\displaystyle |X|}가 홀수라면, {\displaystyle x^{2}=(k-\lambda _{2})y^{2}+(-1)^{(|X|-1)/2}\lambda _{2}z^{2}}를 만족시키는 정수 {\displaystyle (x,y,z)\neq (0,0,0)}가 존재한다.

### 개수
작은 크기의 {\displaystyle (t=2,k=3,n)}-슈타이너 계의 동형류들의 수들은 다음과 같다. (OEIS의 수열 A30129)
| {\displaystyle n}                                 | 1 | 3 | 7 | 9 | 13 | 15 | 19          | … |
| {\displaystyle (2,3,n)}-슈타이너 계의 동형류의 수 | 1 | 1 | 1 | 1 | 2  | 80 | 11084874829 | … |

작은 크기의 {\displaystyle (t=3,k=4,n)}-슈타이너 계의 동형류들의 수들은 다음과 같다. (OEIS의 수열 A51390)
| {\displaystyle n}                                 | 1 | 2 | 4 | 8 | 10 | 14 | 16      | … |
| {\displaystyle (3,4,n)}-슈타이너 계의 동형류의 수 | 1 | 1 | 1 | 1 | 1  | 4  | 1054163 | … |

## 예
다음과 같은 (2,4,8)-블록 설계를 생각하자.
{\displaystyle X=\{0,1,2,3,4,5,6,7\}}
{\displaystyle {\mathcal {B}}=\{0123,0124,0156,0257,0345,0367,0467,1267,1346,1357,1457,2347,2356,2456\}}
그렇다면,
- 총 8개의 점이 있다 ({\displaystyle n=8}).
- 모든 블록의 크기는 4이다 ({\displaystyle k=4}).
- 블록의 수는 14이다 ({\displaystyle \lambda _{0}=14}).
- 임의의 한 점은 7개의 블록에 포함된다 ({\displaystyle \lambda _{1}=7}).
- 임의의 두 점은 3개의 블록에 포함된다 ({\displaystyle \lambda _{2}=3}).

### 파노 평면
파노 평면 (유한체 {\displaystyle \mathbb {F} _{2}} 위의 사영 평면) {\displaystyle \mathbb {P} _{\mathbb {F} _{2}}^{2}}을 생각하자.
여기서, 각 선을 블록으로 생각하자. 즉, 다음과 같은 블록 설계를 생각하자.
{\displaystyle X=\{1,2,3,4,5,6,7\}}
{\displaystyle {\mathcal {B}}=\{123,145,167,246,257,347,356\}}
이는 {\displaystyle (2,3,7)}-슈타이너 계를 이룬다.
- 총 7개의 점이 있다 ({\displaystyle n=7}).
- 모든 블록은 정확히 세 개의 점을 갖는다 ({\displaystyle k=3}).
- 블록의 수는 7이다 ({\displaystyle \lambda _{0}=7}).
- 모든 점은 정확히 세 개의 블록에 포함된다 ({\displaystyle \lambda _{1}=3}).
- 임의의 서로 다른 두 점이 주어졌을 때, 이를 포함하는 블록은 정확히 한 개이다. ({\displaystyle \lambda _{2}=1}).

### 이진 골레 부호
이진 골레 부호 {\displaystyle G_{24}\subseteq \mathbb {F} _{2}^{24}}는 759개의 옥타드(값이 1인 성분이 8개인 벡터)를 가지며, 각 옥타드를 {\displaystyle \{1,2,\dotsc ,24\}}의, 크기 8의 부분 집합으로 여길 수 있다. 이에 따라, 이진 골레 부호의 옥타드의 집합은 (5,8,24)-슈타이너 계를 이룬다. 이는 비트 설계(Witt設計, 영어: Witt design)라고 불린다.

### 아다마르 설계
{\displaystyle 4m\times 4m} 아다마르 행렬이 주어졌으며, 그 첫 열과 첫 행이 모두 1로 구성돼 있다고 하자. 그렇다면, 첫 열과 첫 행을 제거하고, 나머지 성분 가운데 −1을 0으로 치환한 뒤, 이를 어떤 정사각 블록 설계의 결합 행렬로 해석할 수 있다. 이를 아다마르 설계라고 하며, 이는 {\displaystyle \lambda _{2}=m-1}인 {\displaystyle (2,2m,4m-1)}-블록 설계이다.

### 자명한 블록 설계
임의의 유한 집합 {\displaystyle X} 및 {\displaystyle \varnothing \neq {\mathcal {B}}\subseteq \operatorname {Pow} _{k}(X)}에 대하여, {\displaystyle (X,{\mathcal {B}})}는 {\displaystyle \lambda _{0}=|{\mathcal {B}}|}인 {\displaystyle (0,k,|X|)}-블록 설계를 이룬다.
임의의 유한 집합 {\displaystyle X} 및 양의 정수 {\displaystyle 1\leq k\leq |X|}에 대하여, {\displaystyle (X,\operatorname {Pow} _{k}(X))}는 {\displaystyle \textstyle (k,k,|X|)}-블록 설계를 이루며, 이 경우
{\displaystyle \lambda _{i}={\binom {|X|-i}{k-i}}\qquad (0\leq i\leq k)}
이다. 이는 {\displaystyle t=k}이므로 정사각 블록 설계이며, {\displaystyle \lambda _{t}=1}이므로 슈타이너 계이다.

## 역사

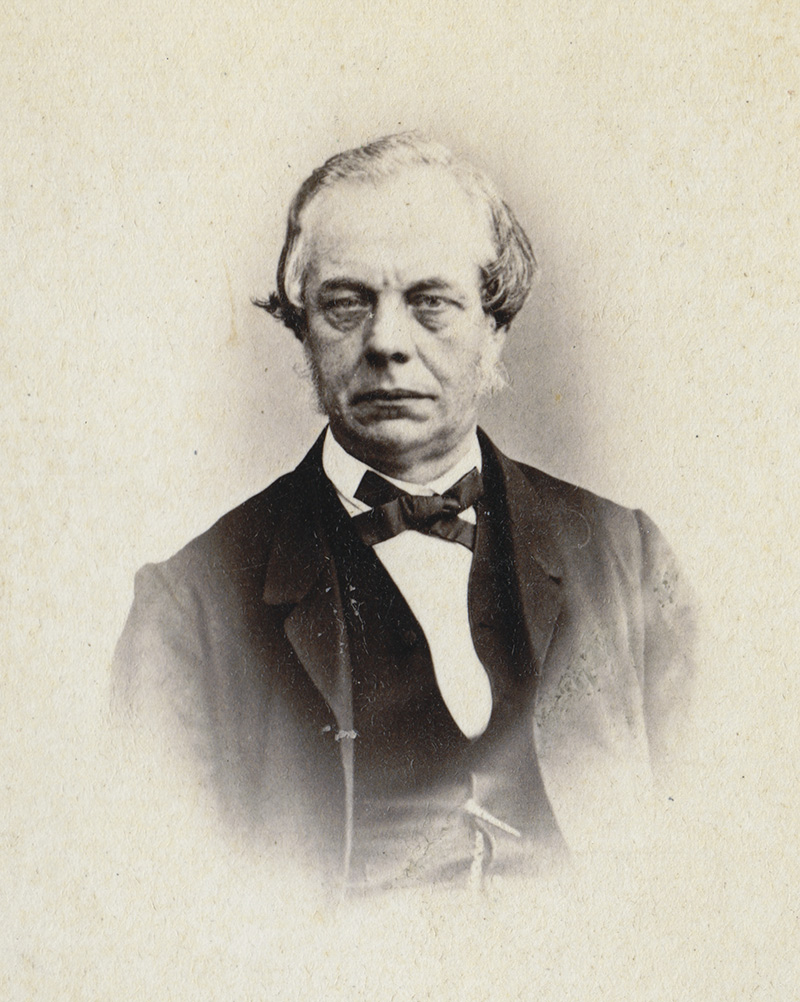
웨슬리 스토커 바커 울하우스

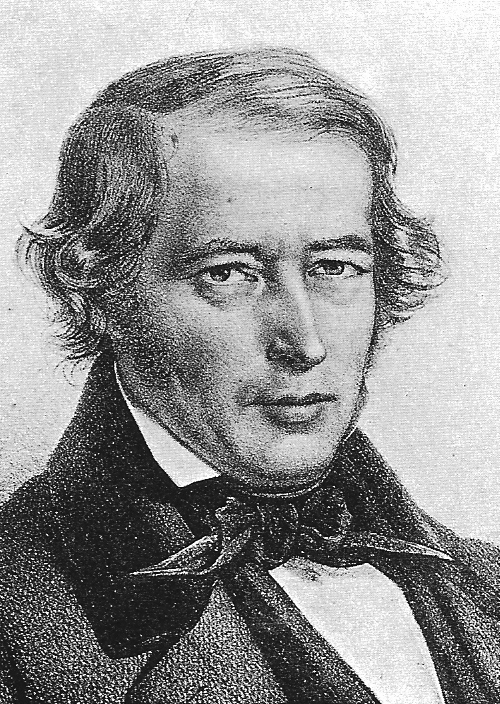
야코프 슈타이너

1844년에 영국의 보험계리인 웨슬리 스토커 바커 울하우스(영어: Wesley Stoker Barker Woolhouse, 1809~1893)가 자신이 편집자로 있던 잡지 《레이디즈 앤드 젠틀먼즈 다이어리》(영어: Lady’s and Gentleman’s Diary)에서 블록 설계에 대한 퍼즐을 제시하였다. 그 전문(全文)은 다음과 같다.
| “ | XV. 상금 문제 (1733번). 편집부 출제. {\displaystyle n}개의 기호들로 만들 수 있는, 각각 {\displaystyle p}개의 기호를 갖는 조합들의 수를 계산하라. 다만, 임의의 {\displaystyle q}개의 기호들의 조합은 두 개 이상에 속할 수 없다. XV. Oʀ PRIZE QUEST. (1733) ; by the Editor. Determine the number of combinations that can be made out of n symbols, p symbols in each; with this limitation, that no combination of q symbols, which may appear in any one of them shall be repeated in any other. | ” |
|   | — |   |

이는 현대적 용어로는 {\displaystyle (q,p,n)}-슈타이너 계를 다루는 것이다.
이후 이 문제는 1847년에 영국의 잉글랜드 성공회 사제 토머스 페닝턴 커크먼(영어: Thomas Penyngton Kirkman, 1806~1895)이 해결하였다. 그러나 이들의 논문은 크게 관심을 불러일으키지 못했다.
이후 울하우스와 커크먼과 독자적으로 야코프 슈타이너가 1853년에 블록 설계에 대한 논문을 출판하였다. 이후 그의 이름을 따 {\displaystyle \lambda _{t}=1}인 {\displaystyle t}-블록 설계는 “슈타이너 계”로 불리게 되었다.
비트 설계는 1931년에 로버트 대니얼 카마이클이 최초로 발견하였으며, 에른스트 비트가 1938년에 마티외 군을 연구하던 도중 재발견하였다.
피셔 부등식은 로널드 피셔가 1940년에 증명하였다.

## 참고 문헌
1. ↑  Beth, Thomas; Jungnickel, Dieter; Lenz, Hanfried (1999). 《Design theory. Volume 1》. Encyclopedia of Mathematics and its Applications (영어) 69 2판. Cambridge University Press. doi:10.1017/CBO9780511549533. ISBN 978-0-521-44432-3.
2. ↑  Beth, Thomas; Jungnickel, Dieter; Lenz, Hanfried (1999). 《Design theory. Volume 2》. Encyclopedia of Mathematics and its Applications (영어) 78 2판. Cambridge University Press. doi:10.1017/CBO9781139507660. ISBN 978-0-521-77231-0.
3. ↑  Stinson, Douglas R. (2003). 《Combinatorial designs: constructions and analysis》 (영어). Springer-Verlag. doi:10.1007/b97564. ISBN 978-0-387-95487-5.
4. ↑  Raghavarao, Damaraju; Padgett, Lakshmi V. (2005년 10월). 《Block designs: analysis, combinatorics and applications》. Series on Applied Mathematics (영어) 17. World Scientific. doi:10.1142/5846. ISBN 978-981-256-360-6.
5. ↑  Zieschang, Paul-Hermann (2005). 《Theory of association schemes》. Springer Monographs in Mathematics (영어). Springer-Verlag. doi:10.1007/3-540-30593-9. ISBN 978-3-540-26136-0. ISSN 1439-7382.
6. 1 2  Delsarte, Philippe; Levenshtein, Vladimir Iosifovich (1998년 10월). “Association schemes and coding theory”. 《Institute of Electrical and Electronics Engineers Transactions on Information Theory》 (영어) 44 (6): 2477–2504. doi:10.1109/18.720545. ISSN 0018-9448.
7. 1 2  Fisher, Ronald A. (1940년 1월). “An examination of the different possible solutions of a problem in incomplete blocks”. 《Annals of Eugenics》 (영어) 10 (1): 52–75. doi:10.1111/j.1469-1809.1940.tb02237.x.
8. ↑  Ray-Chaudhuri, Dijen K.; Wilson, Richard M. (1975). “On t-designs”. 《Osaka Journal of Mathematics》 (영어) 12 (3): 737–744. MR 0592624. Zbl 0342.05018.
9. ↑  Bruck, Richard Hubert; Ryser, Herbert John (1949). “The nonexistence of certain finite projective planes”. 《Canadian Journal of Mathematics》 (영어) 1: 88–93. doi:10.4153/cjm-1949-009-2. ISSN 0008-414X.
10. ↑  Chowla, Sarvadaman; Ryser, Herbert John (1950). “Combinatorial problems”. 《Canadian Journal of Mathematics》 (영어) 2: 93–99. doi:10.4153/cjm-1950-009-8. ISSN 0008-414X.
11. 1 2  The Editor (1844). “XV. Or PRIZE QUEST. (1733)”. 《Lady’s and Gentleman’s Diary》 (영어) 141: 84–84.
12. ↑  Kirkman, Thomas P. (1847). “On a problem in combinations”. 《The Cambridge and Dublin Mathematical Journal》 (영어) 2: 191–204.
13. ↑  Steiner, Jakob (1853). “11. Combinatorische Aufgabe”. 《Journal für die Reine und Angewandte Mathematik》 (독일어) 45: 181–182. doi:10.1515/crll.1853.45.181. ISSN 0075-4102.
14. ↑  Carmichael, Robert Daniel (1931). “Tactical configurations of rank two”. 《American Journal of Mathematics》 (영어) 53: 217–240. doi:10.2307/2370885. JSTOR 10.2307/2370885.
15. ↑  Witt, Ernst (1938). “Die 5-Fach transitiven Gruppen von Mathieu”. 《Abhandlungen aus dem Mathematischen Seminar der Universität Hamburg》 (독일어) 12: 256–264. doi:10.1007/BF02948947.

- Street, Anne Penfold; Street, Deborah J. (1987). 《Combinatorics of experimental design》 (영어). Clarendon Press. ISBN 0-19-853256-3.
- Lindner, Charles C.; Rosa, Alexander (1978). “Steiner quadruple systems — a survey”. 《Discrete Mathematics》 (영어) 22 (2): 147-181. doi:10.1016/0012-365X(78)90122-X.